# Декуссіс
Деку́ссіс  (лат. decem — десять) — сучасне позначення литої бронзової монети, карбованої у часи Римської Республіки. Монета була вартістю 10 асів. Власного імені монети з того часу не збереглося.
Декуссіс не відігравав важливого значення у грошовому оббігу і за короткий час замінений Денарієм. Вважається його введення у оббіг бл. 215 до н. е. одночасно із Квінксом наприкінці користуванням Aes Grave. Тепер відомий лише один тип цієї монети, яку карбували в Римі. На аверсі монети зображена голова Роми із знаком вартості Х (десять). На реверсі — ніс корабля повернутий вліво і над ним також знак вартості.